# Margaret Lindsay Huggins

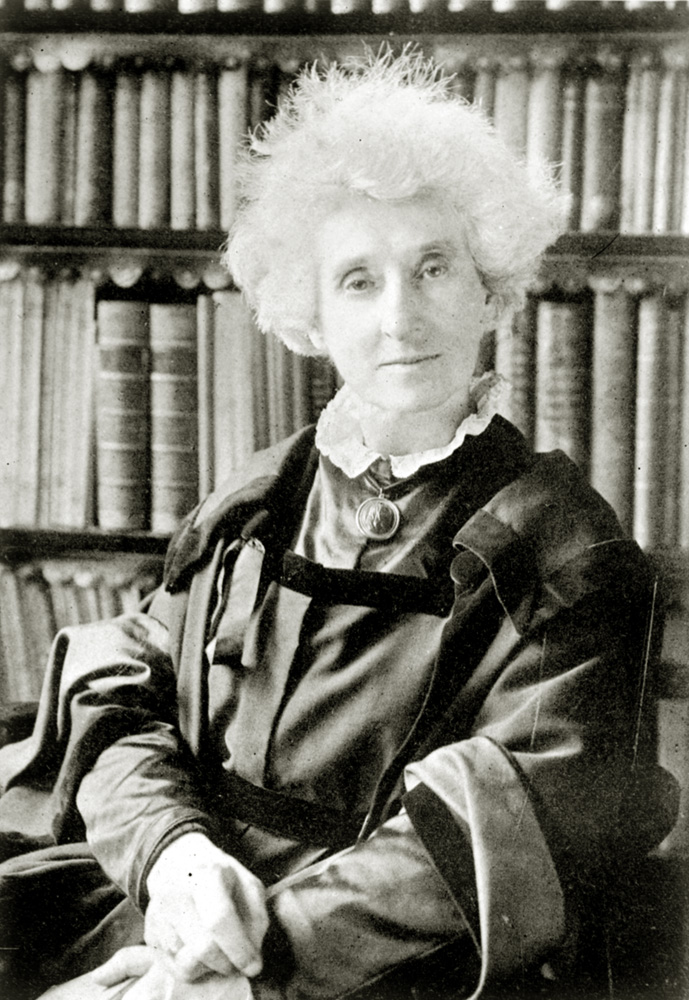
Margaret Lindsay Huggins

Dame Margaret Lindsay Huggins, DBE (* 14. August 1848 in Dublin als Margaret Lindsay Murray; † 24. März 1915 in London) war eine irische Astronomin. Sie war eine Pionierin auf dem Gebiet der Astrofotografie und Astrospektroskopie.
Bereits als Kind von Sonnenflecken fasziniert, heiratete sie 1875 den Astronom und Physiker William Huggins, der eine private Sternwarte besaß. Gemeinsam mit ihm leistete sie wegweisende Arbeiten auf dem Gebiet der Spektroskopie. Das Ehepaar veröffentlichte oft gemeinsam und leistete Pionierarbeiten bei der Erforschung der Zustände innerhalb der Sonne, etwa der chemischen Zusammensetzung von Sternen und der Verschiebung von Spektrallinien beim Doppler-Effekt.
Sie wurde im Golders Green Crematorium in London eingeäschert, wo sich auch ihre Asche befindet.

## Auszeichnungen
- 1903 wurde sie als vierte Frau nach Caroline Herschel, Mary Somerville und Anne Sheepshanks zusammen mit Agnes Mary Clerke Mitglied der Royal Astronomical Society
- 2022 wurde ein Asteroid nach ihr benannt: (50725) Margarethuggins

## Wichtigste Publikationen
- 1882: Astronomical Drawing
- 1890: On a new group of lines in the photographic spectrum of Sirius
- 1890: The System of the Stars
- 1891: On Wolf and Rayet's Bright-Line Stars in Cygnus
- 1895: The Astrolabe & The Astrolabe. II. History
- 1899: An Atlas of Representative Stellar Spectra from λ 4870 to λ 3300